# .wiki
دوت ويكي (.wiki) هو اسم نطاق المستوى الأعلى. تم اقتراحه في برنامج نطاق المستوى الأعلى العام الجديد (gTLD) الخاص بـ ICANN ، وأصبح متاحًا لعامة الناس في 26 مايو 2014. تصميم المستوى الأعلى (TLD) هو تسجيل اسم المجال للسلسلة.

## التاريخ
في يونيو 2012، قدمت شركة TLD طلبًا إلى منظمة ICANN لـ.من اجل اعتماد النطاق المستوى الأعلى العام wiki. ، وفي 7 نوفمبر 2013، دخلت منظمة ICANN ووشركة TLD في «اتفاقية سجل»، مما يسمح للشركة رسميًا بالعمل كمسجل لـنطاق.wiki.
وبعد عملية الاستحواذ التي جرت على شركة TLD ، صرح راي كينج، الرئيس التنفيذي لـلشركة، بأن العديد من الأشخاص «من داخل [المجال التقني] أخبروه بأن النطاق.wiki الجديد هو حصانهم الأسود لنجاح نطاقات المستوى الأعلى العامة [g] TLD ،» لأن نطاق ".wiki" يصف شكل تنسيق المواقع المسجلة تحته. "" 
في البداية كانت نطاقات.wiki متاحة لأصحاب العلامات التجارية فقط حتى 5 مايو؛ ثم أصبحت متاحة لعامة الناس في 26 مايو 2014. وفقًا لـ Domain Name Wire ، تم تسجيل أكثر من 3,000 نطاق.wiki في اليوم الأول من التوفر العام.
في يوليو 2015، تم تضمين.wiki في قائمة «أفضل 20 نطاقات قائمة نطاقات المستوى الاعلى العامة gTLD الجديدة استنادًا إلى الجودة»، واستنادًا إلى البيانات التي تم جمعها من أكثر من 20.000 موقع ويب تم تطويره على نطاقات gTLD الجديدة، كجزء من فهرس تصنيفات gTLD SEO Power New's Globe Runner.

## الهدف
في تطبيقه لعام 2012، صرح Top Level Design أن الغرض من نطاق المستوى الأعلى.wiki سيكون «لإنشاء مساحة مخصصة للإنترنت لتطبيقات الويكي. سيحدد هذا [gTLD] بوضوح الويكي من بين ملايين المواقع الأخرى التي تملأ الإنترنت، وسيتيح لمستخدمي الإنترنت العثور بسهولة على الويكي ذات الصلة بمصالحهم. تُعد مواقع Wiki ظاهرة متنامية على الإنترنت وطريقة مبتكرة وسهلة الاستخدام لإنتاج النظراء لإنشاء المعلومات وعرضها. فهي مفتوحة بشكل عام وقابلة للتحرير وغالبًا ما تكون مدفوعة باعتبارات المجتمعات المحلية؛ علاوة على ذلك، فإن الويكي الفردية ومنصة الويكي في حالة تغير مستمر بنفس الطريقة التي يتدفق بها الإنترنت ككل. الويكي، مثل الإنترنت الأوسع، هي مستودعات للمعلومات التي تعتمد على كل مستخدم فردي لإنشاء قيمة؛ هم نقاط التقاء وطرق ثورية لتبادل الأفكار والمعرفة؛ وكلاهما من المقرر توسيعهما من خلال تنفيذ برنامج gTLD الجديد الخاص بـ ICANN و.wiki [gTLD] على وجه التحديد. نعتقد أن.wiki [gTLD] هي إضافة بديهية وضرورية لمجموعة gTLDs الجديدة التي يجب إضافتها كنتيجة لبرنامج gTLD الجديد.» 

## روابط خارجية
- سجل التفويض ل. WIKI ، هيئة الأرقام المخصصة للإنترنت (IANA)
- .Wiki -- Ray King, CEO, Top Level Design LLC على يوتيوب .Wiki -- Ray King, CEO, Top Level Design LLC على يوتيوب قبل ICANN (15 نوفمبر 2013)| الحالية                                                                                                                                                                                                                                                                                                                                                                                                                                                                                                                                                                                                                                                                                                                                                                                                                                                                                                                                                                                                                                                                               | الحالية                                                                                                                                                                                                                                                                                                                                                     |
| --- | --- |
| \| العامة \| - .app - .bar - .bible - .biz - قائمة نطاقات المستوى الأعلى للإنترنت - .cern - .church - .cloud - .club - .college - .com - .design - .dev - .eco - .fun - .gay - .guru - .hiv - .info - .kaufen - .kiwi - .lat - .lgbt - .name - .mobi - .moe - .net - .ngo - .one - .ong - .ooo - .org - .pro - .sexy - .shop - .wiki - .wtf - .xyz \| \| تحت الرعاية [لغات أخرى]‏ \| - .aero - .apple - .art - .asia - .cat - .coop - .edu - .google - .gov - .int - .jobs - .mil - .museum - .post - .tel - .toyota - .travel - .xxx \| \| الجغرافية \| - .africa - ألزس - .amsterdam - .arab - .bcn - .berlin - .brussels - .bzh - .cymru - .eu - .eus - .frl - .gal - .gent - .irish - .ist - .istanbul - .kiwi - .krd - .lat - .london - .melbourne - .miami - .nyc - .paris - .quebec - .rio - .saarland - .scot - .au - .taipei - .tokyo - قائمة نطاقات المستوى الأعلى للإنترنت - .vlaanderen - .wales - .wien \| \| البنية التحتية \| - .arpa \| \| المحذوفة/المسحوبة \| - .nato \| \| المحجوزة \| - .example - .invalid - .local - .localhost - نطاق أنيون (.onion) - .test \| | |
| العامة | - .app - .bar - .bible - .biz - قائمة نطاقات المستوى الأعلى للإنترنت - .cern - .church - .cloud - .club - .college - .com - .design - .dev - .eco - .fun - .gay - .guru - .hiv - .info - .kaufen - .kiwi - .lat - .lgbt - .name - .mobi - .moe - .net - .ngo - .one - .ong - .ooo - .org - .pro - .sexy - .shop - .wiki - .wtf - .xyz                       |
| تحت الرعاية [لغات أخرى]‏ | - .aero - .apple - .art - .asia - .cat - .coop - .edu - .google - .gov - .int - .jobs - .mil - .museum - .post - .tel - .toyota - .travel - .xxx |
| الجغرافية | - .africa - ألزس - .amsterdam - .arab - .bcn - .berlin - .brussels - .bzh - .cymru - .eu - .eus - .frl - .gal - .gent - .irish - .ist - .istanbul - .kiwi - .krd - .lat - .london - .melbourne - .miami - .nyc - .paris - .quebec - .rio - .saarland - .scot - .au - .taipei - .tokyo - قائمة نطاقات المستوى الأعلى للإنترنت - .vlaanderen - .wales - .wien |
| البنية التحتية | - .arpa |
| المحذوفة/المسحوبة | - .nato |
| المحجوزة | - .example - .invalid - .local - .localhost - نطاق أنيون (.onion) - .test |

| العامة                  | - .app - .bar - .bible - .biz - قائمة نطاقات المستوى الأعلى للإنترنت - .cern - .church - .cloud - .club - .college - .com - .design - .dev - .eco - .fun - .gay - .guru - .hiv - .info - .kaufen - .kiwi - .lat - .lgbt - .name - .mobi - .moe - .net - .ngo - .one - .ong - .ooo - .org - .pro - .sexy - .shop - .wiki - .wtf - .xyz                       |
| تحت الرعاية [لغات أخرى]‏ | - .aero - .apple - .art - .asia - .cat - .coop - .edu - .google - .gov - .int - .jobs - .mil - .museum - .post - .tel - .toyota - .travel - .xxx |
| الجغرافية               | - .africa - ألزس - .amsterdam - .arab - .bcn - .berlin - .brussels - .bzh - .cymru - .eu - .eus - .frl - .gal - .gent - .irish - .ist - .istanbul - .kiwi - .krd - .lat - .london - .melbourne - .miami - .nyc - .paris - .quebec - .rio - .saarland - .scot - .au - .taipei - .tokyo - قائمة نطاقات المستوى الأعلى للإنترنت - .vlaanderen - .wales - .wien |
| البنية التحتية          | - .arpa |
| المحذوفة/المسحوبة       | - .nato |
| المحجوزة                | - .example - .invalid - .local - .localhost - نطاق أنيون (.onion) - .test |

| المقترحة | المقترحة                |
| --- | ----------------------- |
| \| اللغات والجنسيات \| - .eng - .sic \| \| التقنية \| - .geo - .mail - .web \| \| غيرها \| - .kid - .kids - .music \| |                         |
| اللغات والجنسيات | - .eng - .sic           |
| التقنية | - .geo - .mail - .web   |
| غيرها | - .kid - .kids - .music |

| اللغات والجنسيات | - .eng - .sic           |
| التقنية          | - .geo - .mail - .web   |
| غيرها            | - .kid - .kids - .music |